# SoftBank 705P
SoftBank 705P（ソフトバンク705P）はパナソニック モバイルコミュニケーションズ製のソフトバンクモバイルのW-CDMA通信方式の携帯電話端末である。
また、兄弟機となるSoftBank 706P、SoftBank 705Pxについてもここで解説する。

## 概要
NTTドコモ向け以外としてはJ-PHONE（当時）向けのJ-P51・au向けのC3003P・ツーカー向けのTP11（当時は松下通信工業）以来約4年ぶりの供給（ボーダフォン時代、3Gサービス開始当初のauには供給がなかった）となり、薄型を前面に押し出した端末である。
ソフトバンク端末では初の「ワンプッシュオープン」機構を採用し、指1本だけで開けられるようになった（閉じる際は他の折りたたみ形端末と同様）。
2006年秋冬モデルの日本メーカー製端末で唯一 S!CAST には非対応。そのため、3Gお天気アイコンに対応していない。
福岡ソフトバンクホークスの王貞治監督（当時）がMNPを利用して他社携帯から705Pへ機種変更した。
兄弟機となる706Pは透明感のあるクリアなデザインとなっているが、ディスプレイ側が重く、バランスが悪くなっている。
マイナーチェンジ版である705Pxではボタン標記の一部変更、カラーバリエーションの変更が行われた。
2007年冬に、後継機種となる 820P, 821P が発売された。

## 主な機能・サービス
| 主な対応サービス   | 主な対応サービス       | 主な対応サービス     | 主な対応サービス |
| ------------------ | ---------------------- | -------------------- | ---------------- |
| サークルトーク     | ホットステータス       | Yahoo!mocoa          |                  |
| S!ループ           | S!タウン               | ライブモニター       |                  |
| PCサイトブラウザ   | 電子コミック           | S!アプリ(メガアプリ) |                  |
| 着うたフル／着うた | アレンジメール         | S!アドレスブック     |                  |
| S!FeliCa           | S!ミュージックコネクト | S!GPSナビ            |                  |
| レコメール         | TVコール               | 国際ローミング       |                  |
| ワンセグ           | 3G ハイスピード        | おなじみ操作         |                  |

- 705Pはメール着信音の鳴動時間が5秒に限られているが、706Pでは1秒から99秒までの間でユーザーが設定可能。ほかに基本的な機能の違いはない。
- ちかチャット対応

### Bluetooth対応プロファイル
- HFP（Hands-Free Profile） ハンズフリー
- HSP（Headset Profile） ヘッドセット
- OPP（Object Push Profile）
- SPP（Serial Port Profile）シリアルポート

## 沿革
705P
- 2006年7月13日　テレコムエンジニアリングセンター(TELEC)による技術基準適合証明の工事設計認証（工事設計認証番号001XYAA1247、001NYDA1697）
- 2006年7月18日　電気通信端末機器審査協会(JATE)による技術基準適合認定の設計認証（設計認証番号A06-0288001）
- 2006年10月7日　発売

706P
- 2006年11月21日　TELECによる技術基準適合証明の工事設計認証（工事設計認証番号001XYAA1300、001NYDA1743）
- 2006年11月24日　JATEによる技術基準適合認定の設計認証（設計認証番号A06-0500001）
- 2007年3月3日　　発売

705Px
- 2007年2月28日　TELECによる技術基準適合証明の工事設計認証（工事設計認証番号001XYAA1331、001NYDA1775）
- 2007年10月1日　発売

### 不具合
- 2007年11月21日以下の不具合の修正がソフトウェアの更新でなされた。（705P、705Pxのみ）
  - 受信メールの差出人アドレスに「/（スラッシュ）」が含まれていると、メール一覧画面と本文表示画面に「/」以降の文字が表示されない不具合
  - 電源を切った状態で充電し、再び電源ONにするとまれに「ネットワーク自動調整」が表示される不具合
  - 受信メール内にURLとみられる文字列が記されていても、まれにURLの一部と認識されない不具合
- 2010年8月5日以下の不具合の修正がソフトウェアの更新でなされた。
  - 通話中、ごく稀に音声が途切れる場合がある。

## ギャラリー

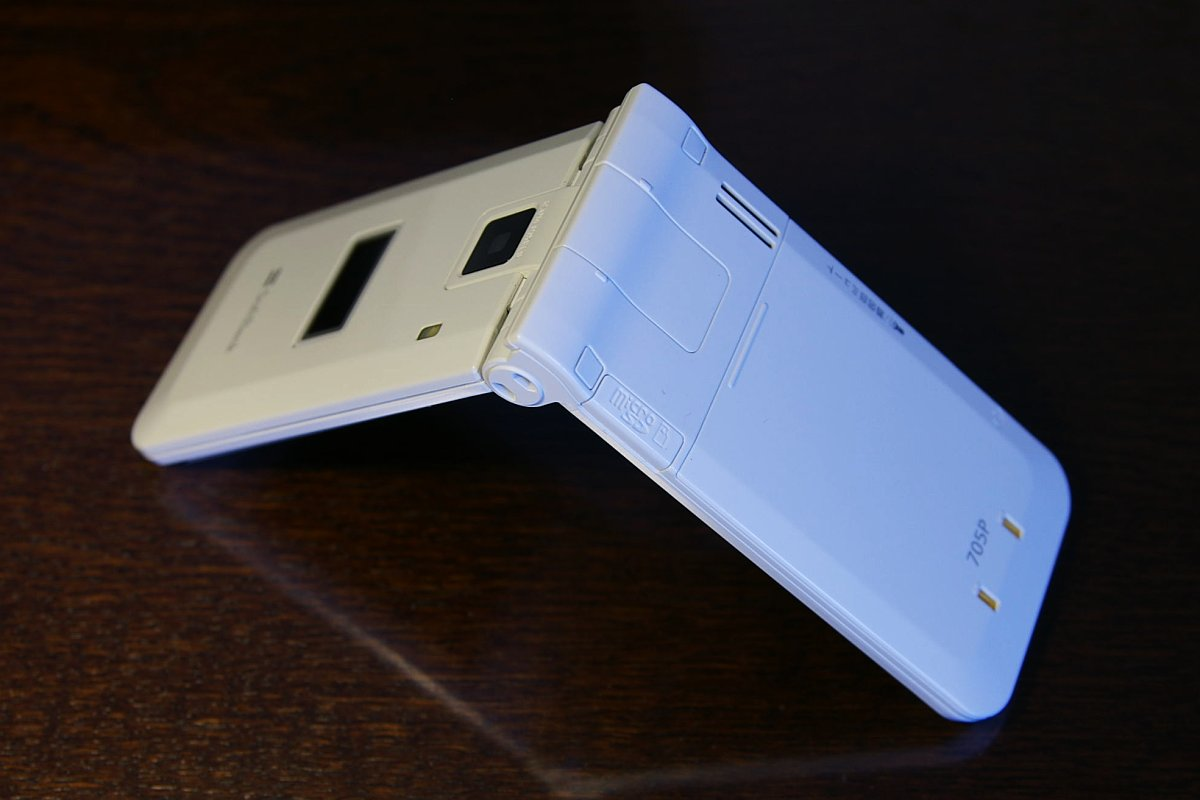
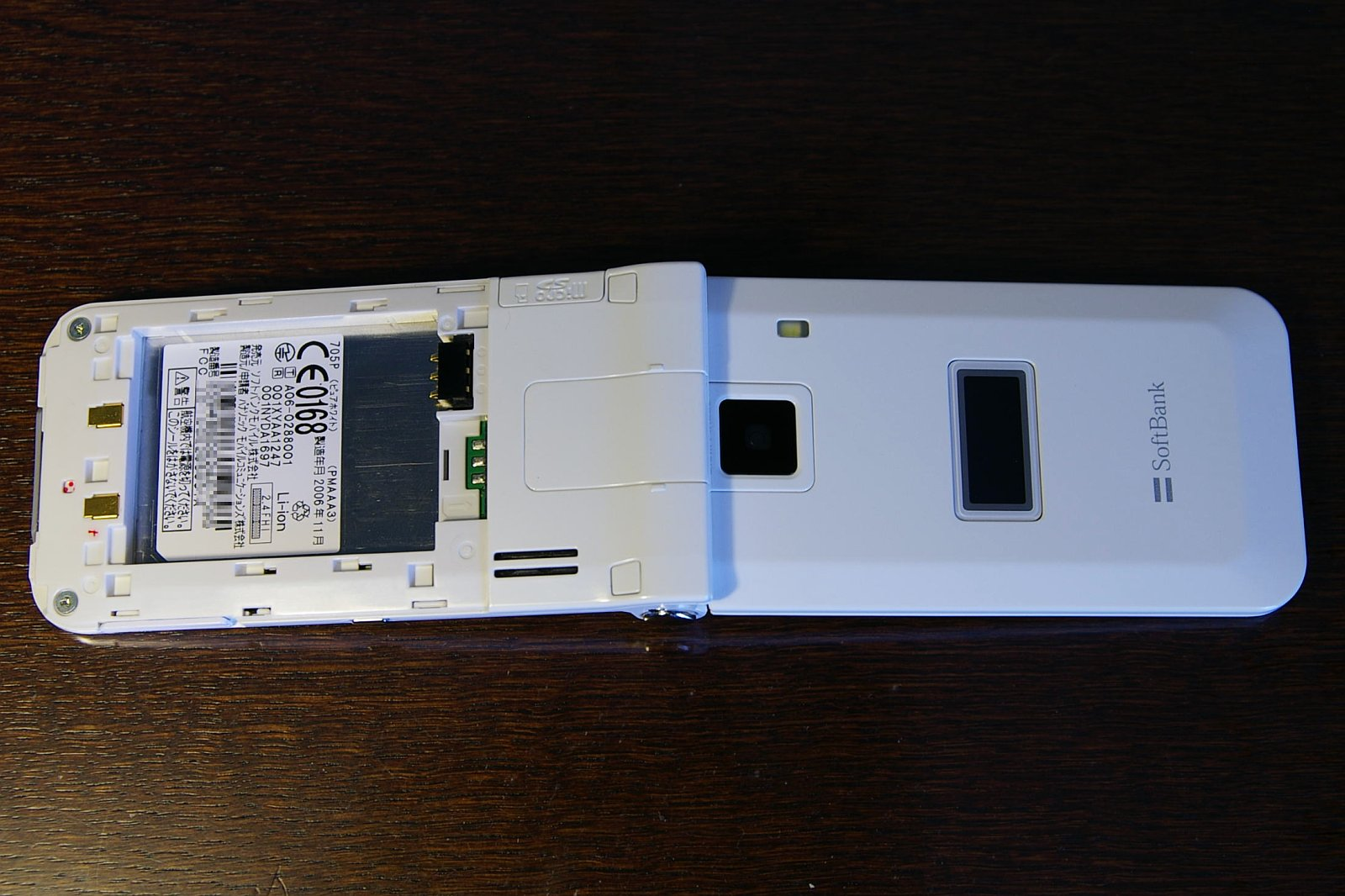

- デジタルカメラ機能の撮影サンプル

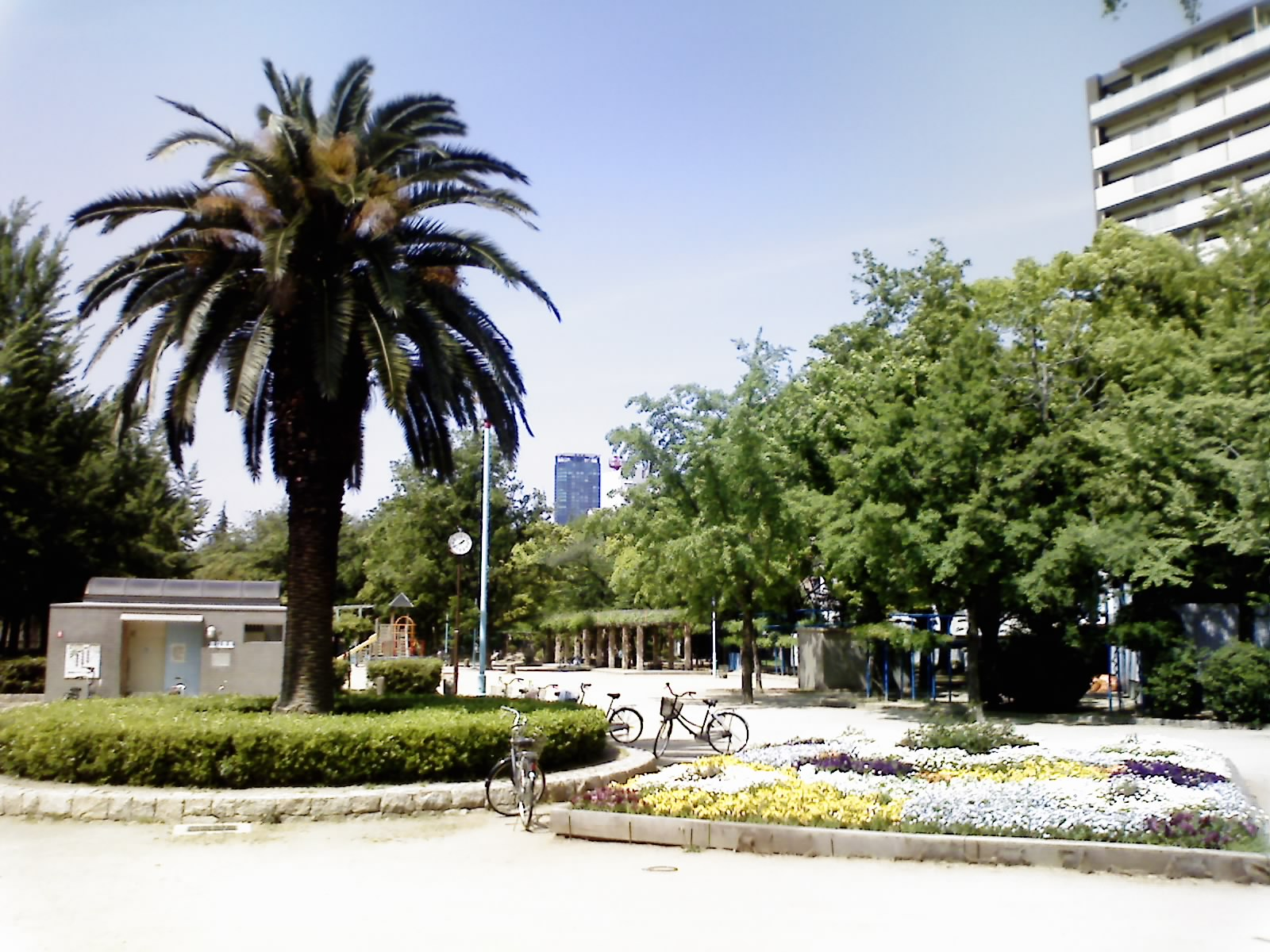
705P
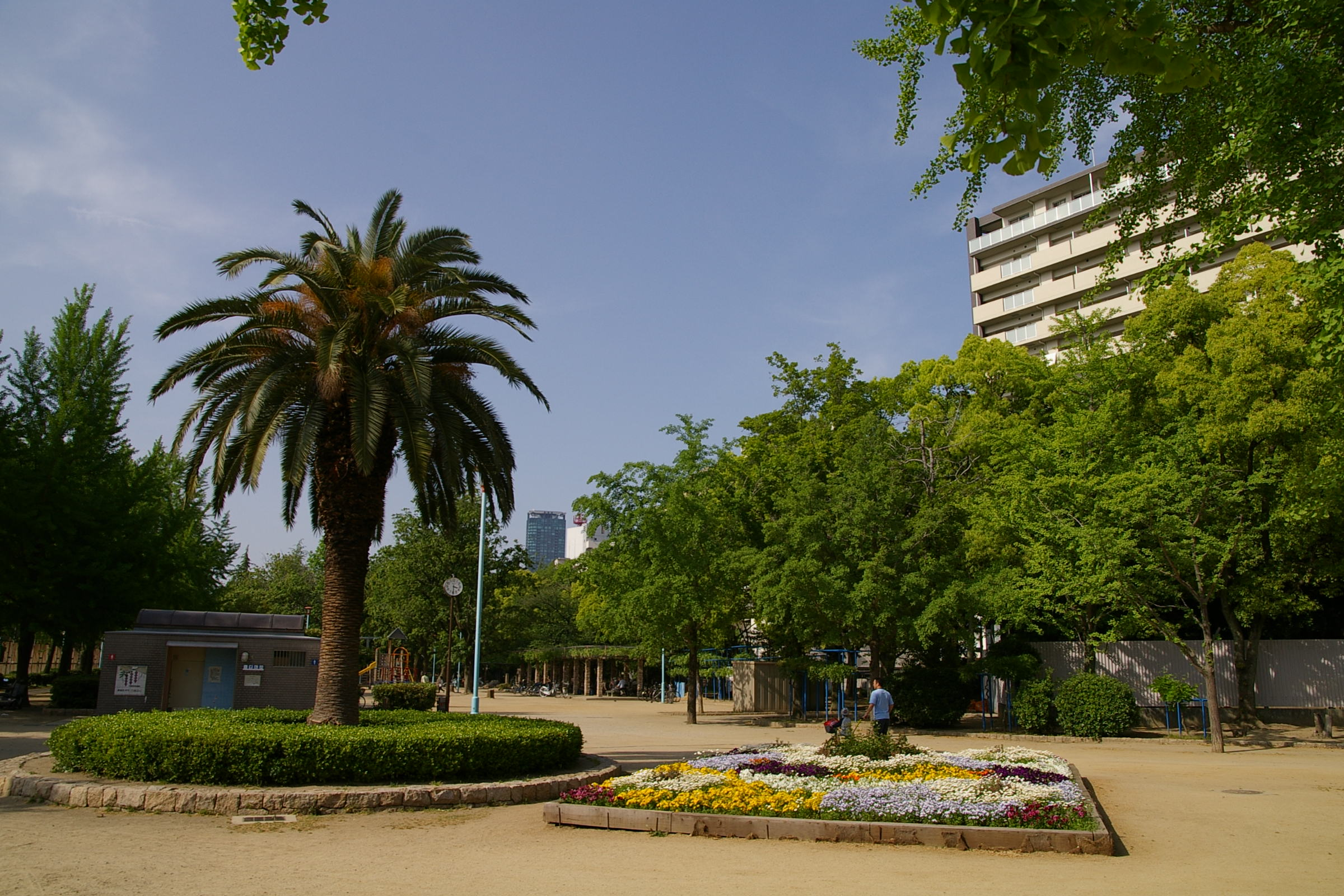
一眼レフ比較用
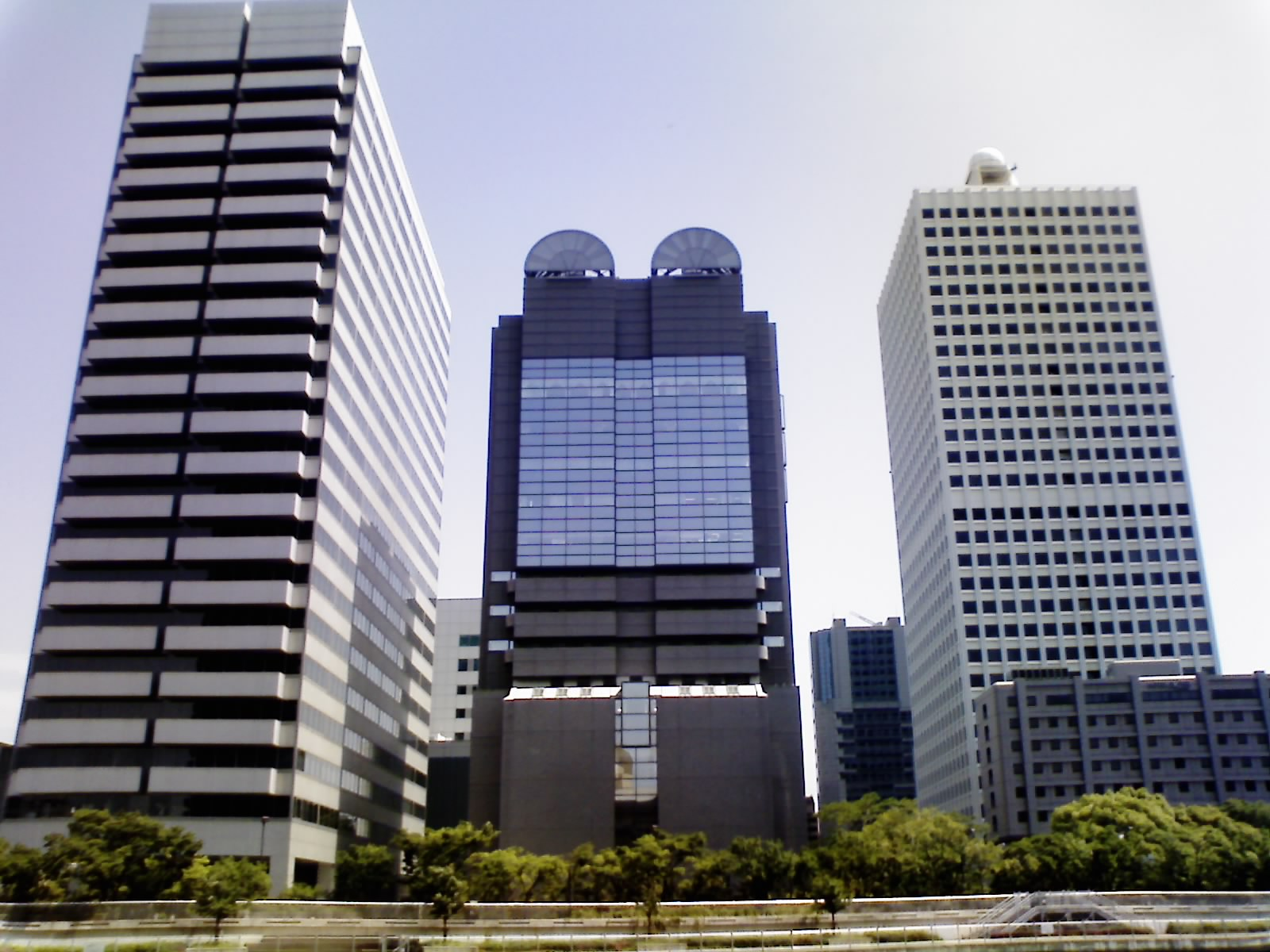
705P
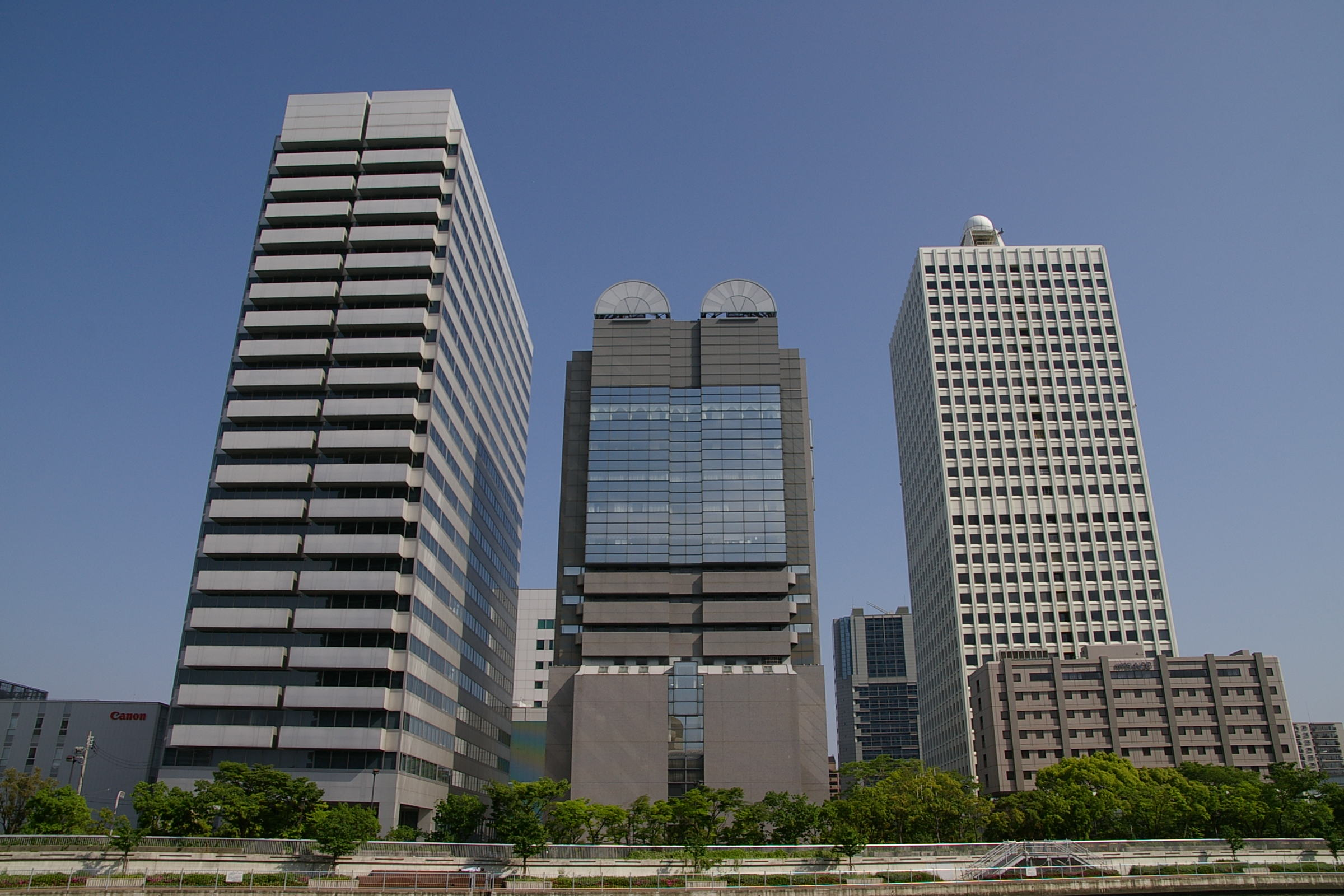
一眼レフ比較用